# Обел (Белгия)
Обел (на френски: Aubel) е селище в Югоизточна Белгия, окръг Вервие на провинция Лиеж. Населението му е около 4100 души (2006).